# Сергіївське золоторудне родовище
Сергіївське золоторудне родовище — золоторудне, розташоване в Середньому Подніпров'ї. 

## Опис
На родовищі виділяються кілька природних типів руд: золото-колчеданні, золото-піритні і золото-молебденітові. Хімічний склад руди (%): кварц 30; польовий шпат 10; хлорит, мусковіт, біотит, тальк 32; карбонати (кальцит, доломіт) 14,5; пірит, піротин, марказит 4,0; арсенопірит 0,2; магнетит 0, –10,0; ярозит 5,60; рутил, анатаз 1,0; апатит 0,6.
Золото — крупні та дрібні золотини — інтерстиційні виділення і лусочки, розміром 0,2-0,05 мм. Виділена золотина розміром 4,5×2,0 мм, вагою 31,7 мг. Крім великого і дрібного золота має місце і тонке золото. Основними мінералами-носіями золота в рудах Сергіївського родовища є: пірит, що містить 16 г/т золота і магнетит, у якому 4 г/т золота. Для руд Сергіївського родовища характерна присутність піриту, як незолотоносного, так і золотоносного.
Для руд Сергіївського родовища розроблена гравітаційно-флотаційна схема збагачення з магнітною сепарацією гравітаційного концентрату, що дозволяє вилучити 94 % золота та одержати багаті концентрати, при цьому втрати золота з магнітною фракцією будуть складати близько 4 %.